# Discografia di Maren Morris
La discografia di Maren Morris, cantautrice statunitense, comprende cinque album in studio, un EP e 12 singoli, di cui tre in collaborazione con altri artisti.

## Album in studio
| Anno | Titolo | Posizione massima | Posizione massima | Posizione massima | Posizione massima | Certificazioni            |
| Anno | Titolo | US                | AUS               | CAN               | UK                | Certificazioni            |
| ---- | --- | ----------------- | ----------------- | ----------------- | ----------------- | ------------------------- |
| 2005 | Walk On - Pubblicato: 14 giugno 2005 - Etichetta: Mozzi Blozzi Records - Formati: CD, download digitale                  | —                 | —                 | —                 | —                 |                           |
| 2007 | All That It Takes - Pubblicato: 22 ottobre 2007 - Etichetta: Smith Entertainment - Formati: CD, download digitale        | —                 | —                 | —                 | —                 |                           |
| 2011 | Live Wire - Pubblicato: 2011 - Etichetta: Mozzi Blozzi Records - Formati: CD, download digitale                          | —                 | —                 | —                 | —                 |                           |
| 2016 | Hero - Pubblicato: 3 giugno 2016 - Etichetta: Columbia Nashville - Formati: CD, LP, download digitale, streaming         | 5                 | 69                | 14                | 65                | - CAN: Oro - USA: Platino |
| 2019 | Girl - Pubblicato: 8 marzo 2019 - Etichetta: Columbia Nashville - Formati: CD, LP, download digitale, streaming          | 4                 | 29                | 14                | 72                | - CAN: Platino - USA: Oro |
| 2022 | Humble Quest - Pubblicato: 25 marzo 2022 - Etichetta: Columbia Nashville - Formati: CD, LP, download digitale, streaming | 21                | —                 | 60                | —                 |                           |

## Extended play
| Anno | Titolo | Posizione massima |
| Anno | Titolo | US                |
| ---- | --- | ----------------- |
| 2015 | Maren Morris - Pubblicato: 6 novembre 2015 - Etichetta: Columbia Nashville - Formati: CD, download digitale, streaming | 96                |

## Singoli

### Come artista principale
| Anno                                                                                          | Titolo                       | Posizione massima | Posizione massima | Posizione massima | Posizione massima | Posizione massima | Posizione massima | Posizione massima | Posizione massima | Posizione massima | Vendite/Certificazioni                                                                               | Album |
| Anno                                                                                          | Titolo                       | US                | US Country        | CAN               | CAN Country       | UK                | IRE               | SCO               | NZ                | AUS               | Vendite/Certificazioni                                                                               | Album |
| 2016                                                                                          | My Church                    | 50                | 5                 | 64                | 3                 | —                 | —                 | 43                | —                 | —                 | - US: 2x Platino - CAN: 2x Platino                                                                   | Hero  |
| 2016                                                                                          | 80s Mercedes                 | 74                | 11                | —                 | 17                | —                 | —                 | —                 | —                 | —                 | - US: Platino - CAN: Platino                                                                         | Hero  |
| 2017                                                                                          | I Could Use a Love Song      | 56                | 7                 | —                 | 14                | —                 | —                 | —                 | —                 | —                 | - US: Platino - CAN: Platino                                                                         | Hero  |
| 2018                                                                                          | Rich                         | 62                | 8                 | —                 | 2                 | —                 | —                 | —                 | —                 | —                 | - US: Platino - CAN: Oro                                                                             | Hero  |
| 2018                                                                                          | The Middle (con Zedd e Grey) | 5                 | —                 | 7                 | —                 | 7                 | 7                 | 8                 | 8                 | 7                 | - US: 3x Platino - CAN: 4x Platino - AUS: 3x Platino - UK: Platino - ITA: Platino - Mondo: 5 000 000 | N.D.  |
| 2018                                                                                          | The Middle (con Zedd e Grey) | 5                 | —                 | 7                 | —                 | 7                 | 7                 | 8                 | 8                 | 7                 | - US: 3x Platino - CAN: 4x Platino - AUS: 3x Platino - UK: Platino - ITA: Platino - Mondo: 5 000 000 |       |
| 2019                                                                                          | Girl                         | 44                | 8                 | 84                | 5                 | —                 | —                 | —                 | —                 | —                 | - US: Platino - CAN: Platino                                                                         | Girl  |
| 2019                                                                                          | The Bones (con Hozier)       | 12                | 1                 | 45                | 1                 | —                 | 63                | —                 | —                 | —                 | - US: 3x Platino - CAN: Platino - AUS: Oro                                                           | Girl  |
| 2020                                                                                          | To Hell & Back               | —                 | 35                | —                 | —                 | —                 | —                 | —                 | —                 | —                 | | Girl  |
| "—" indica che l'opera non si è classificata o che non è stata pubblicata in quel territorio. |                              |                   |                   |                   |                   |                   |                   |                   |                   |                   | |       |

### Come artista ospite
| 2016                                                                                          | When This World Ends (Ryan Beaver feat. Maren Morris)           | 29 | —  | —  | — | —  |             | Rx           |
| 2017                                                                                          | Craving You (Thomas Rhett feat. Maren Morris)                   | 39 | 3  | 61 | 1 | —  | US: Platino | Life Changes |
| 2018                                                                                          | Seeing Blind (Niall Horan feat. Maren Morris)                   | —  | —  | —  | — | 68 |             | Flicker      |
| 2019                                                                                          | Prove You Wrong (Sheryl Crow feat. Stevie Nicks e Maren Morris) | —  | 33 | —  | — | —  |             | Threads      |
| "—" indica che l'opera non si è classificata o che non è stata pubblicata in quel territorio. |                                                                 |    |    |    |   |    |             |              |

### Singoli promozionali
| 2017                                                                                          | Dear Hate (feat. Vince Gill)  | 91 | N.D.                                                             |
| 2019                                                                                          | Common (feat. Brandi Carlile) | —  | Girl                                                             |
| 2019                                                                                          | Kingdom of One                | —  | For the Throne: Music Inspired by the HBO Series Game of Thrones |
| "—" indica che l'opera non si è classificata o che non è stata pubblicata in quel territorio. |                               |    |                                                                  |

## Compositrice e autrice per altri artisti
| Anno | Canzone                | Artista                        | Album                                                     | Ruolo                 |
| ---- | ---------------------- | ------------------------------ | --------------------------------------------------------- | --------------------- |
| 2014 | Last Turn Home         | Tim McGraw                     | Sundown Heaven Town                                       | Autrice, compositrice |
| 2014 | Blind                  | Aubrey Peeples                 | Singolo                                                   | Autrice               |
| 2015 | Second Wind            | Kelly Clarkson                 | Piece by Piece                                            | Autrice, compositrice |
| 2015 | Clint Eastwood         | Jessie James Decker            | Singolo                                                   | Autrice, compositrice |
| 2015 | This is Real Life      | Connie Britton, Lennon & Maisy | The Music of Nashville: Season 3, Volume 2                | Autrice               |
| 2015 | Shoot Out the Lights   | Caitlyn Shadbolt               | Caitlyn Shadbolt – EP                                     | Autrice               |
| 2015 | Wake Up When It's Over | Clare Bowen, Sam Palladio      | Forever Young, Gifted & Black:Songs of Freedom and Spirit | Autrice               |
| 2015 | Mess Worth Making      | Aubrey Peeples                 | Singolo                                                   | Autrice, compositrice |
| 2016 | Greener Pastures       | Brothers Osborne               | Pawn Shop                                                 | Autrice, compositrice |
| 2016 | The Book               | Aubrey Peeples                 | The Music of Nashville: Season 4, Volume 2                | Autrice, compositrice |
| 2016 | Caged Bird             | Aubrey Peeples                 | The Music of Nashville: Season 4, Volume 2                | Autrice, compositrice |
| 2016 | Boomtown               | Hayden Panettiere, Will Chase  | The Music of Nashville: Season 4, Volume 2                | Autrice, compositrice |
| 2016 | Jesus or a Bullet      | The Henningsens                | World's On Fire                                           | Autrice               |
| 2017 | Shoot Out the Lights   | Jessie James Decker            | Gold                                                      | Autrice, compositrice |
| 2017 | Too Young to Know      | Jessie James Decker            | Gold                                                      | Autrice, compositrice |
| 2017 | Open All Night         | Jessie James Decker            | Southern Girl City Lights                                 | Autrice, compositrice |
| 2017 | Hold a Candle          | Jessie James Decker            | Southern Girl City Lights                                 | Autrice, compositrice |